# 金黄球柏
金黄球柏（学名：Platycladus orientalis cv. Semperaurescens）为柏科侧柏属下的一个品种/栽培型。